# Kraftwerk Huntorf
Das Kraftwerk Huntorf ist ein kombiniertes Druckluftspeicher- und Gasturbinenkraftwerk in Huntorf bei Elsfleth in Niedersachsen. Das Kraftwerk war bei seiner Inbetriebnahme 1978 das erste kommerziell genutzte Druckluftspeicherkraftwerk der Welt. Eine vergleichbare Anlage, das Kraftwerk McIntosh, liegt in Alabama, USA.
Geführt wird das Kraftwerk von der Uniper Kraftwerke GmbH.

## Geschichte
Das Kraftwerk wurde Ende der 1970er Jahre im Auftrag der Nordwestdeutschen Kraftwerke AG (NWK) vom Anlagebauer Brown, Boveri & Cie entworfen und gebaut. Im Jahr 1978 ging es als weltweit erstes Druckluftspeicherkraftwerk in Betrieb. Es hatte ursprünglich die Aufgabe, Grundlaststrom des nahegelegenen Kernkraftwerks Unterweser in Schwachlastzeiten aufzunehmen und in Spitzenlastzeiten ins elektrische Netz einzuspeisen. Außerdem soll das Speicherkraftwerk im Fall eines Netzzusammenbruchs die Notstromversorgung des Kernkraftwerks absichern.
Beim Bau der Anlage wurden in einer Tiefe zwischen 650 m und ca. 800 m zwei Kavernen im Salzgestein ausgesolt. Sie haben ein Gesamtvolumen von ca. 310.000 m³ (bei einer länglichen Form mit maximal 60 m Durchmesser und 150 m Höhe). Das gelöste Salz (Sole) wurde von den zu solenden Kavernen in die rund 30 Kilometer entfernte Brackwasserregion der Weser geleitet. Um die Belastungen von Flora und Fauna in einem verträglichen Rahmen zu halten, wurde die Aussolung der 300.000 m³ Salz über einen Zeitraum von knapp zwei Jahren durchgeführt.
Durch die Verschmelzung der NWK mit ihrer Muttergesellschaft PreussenElektra (PREAG) im Jahre 1985 kam das Kraftwerk unter die direkte Regie der PREAG, die im Jahr 2000 wiederum durch Fusion in E.ON aufging.
In den 1990er-Jahren erwog die PREAG zunächst die Stilllegung des Kraftwerkes aus wirtschaftlichen Gründen. Aufgrund der Liberalisierung des Energiemarktes und zunehmender Windstromeinspeisung kam es dann aber ab der Jahrtausendwende zu zunehmenden Fluktuationen im Stromangebot und -preis, so dass sich der Betrieb des Speicherkraftwerkes wieder lohnte. Im Jahr 2006 wurde das Kraftwerk dann sogar ertüchtigt und die Leistung der Turbine von ehemals 290 auf neu 321 MWel erhöht.
Anfang 2018 gab der Betreiber Uniper bekannt, die Speicherkapazität von 1.200 MWh auf 1.680 MWh erhöhen zu wollen. Dies soll erreicht werden, indem die Luft im Speicher unter höherem Druck als bisher komprimiert wird. Einen entsprechenden Antrag bei der zuständigen Genehmigungsbehörde stellte Uniper im Februar 2018. Zudem erforscht der Betreiber gemeinsam mit der TU Clausthal den Einsatz von mit regenerativer Energie hergestelltem Wasserstoff anstelle von Erdgas in der Brennkammer der Gasturbine.

## Technischer Aufbau und Funktionsweise

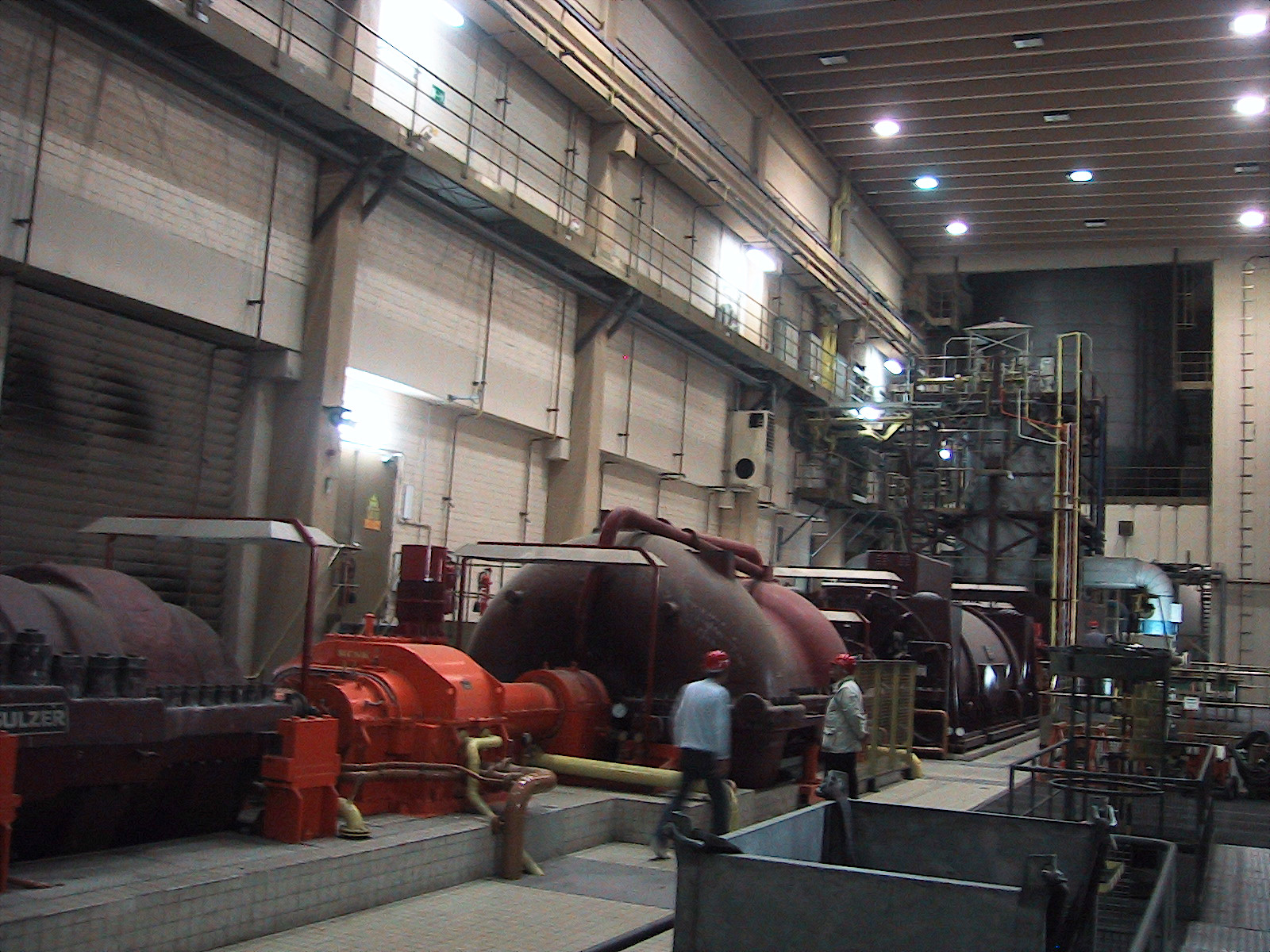
Kraftwerk Huntorf von innen

Um den Speicher zu füllen, wird in Zeiten, zu denen ein Stromüberschuss besteht (also Schwachlastzeiten), Luft mit einem Druck von 46 bis 72 bar in die Kavernen gepumpt. Die in Reihe geschalteten Hoch- und Niederdruck-Kompressoren nehmen dabei eine Leistung von ca. 60 MW auf. Es dauert ca. acht Stunden, bis die Luft im Speicher auf den Enddruck von 72 bar komprimiert ist (wetterabhängig von Luftdruck und Temperatur). Die aufgenommene elektrische Energie aus dem Netz beträgt ca. 
{\displaystyle E_{el.,aufgenommen}=P\cdot t=60\ \mathrm {MW} \cdot 8\ \mathrm {h} =480\ \mathrm {MWh} }
Dann kann man über 72.000 t Pressluft verfügen.
Die Kompression der Luft führt automatisch zu einer Erhöhung ihrer Temperatur (Adiabate Zustandsänderung). Um die Anlage davor zu schützen, wird ihre Wärmeenergie über Wärmetauscher an die Umgebung abgegeben. 
Wird zu Spitzenlastzeiten elektrische Energie benötigt, so strömt die komprimierte Luft geregelt aus den Kavernen. Dabei dehnt sie sich aus und kühlt ab. Bei reinem Druckluftbetrieb würde die Turbine vereisen. Deswegen wird über eine Gasleitung Erdgas in die Brennkammer der Gasturbine zugeführt. Die Energie des Erdgas ist dabei etwa doppelt so groß, wie die elektrische Energie zum Aufbau des Drucks. Das so entstehende Luft-Brenngas-Gemisch wird in der Brennkammer verbrannt. Die Turbine entzieht dem Abgasstrom Energie und transformiert sie über einen Generator in elektrische Energie. Dabei übernimmt die aus den Kavernen strömende Druckluft die Arbeit des im gewöhnlichen Betrieb vorgeschalteten Verdichters. Die Verdichterarbeit einer Gasturbine verbraucht bis zu zwei Drittel der Gesamtarbeit.
Das Druckluftspeicherkraftwerk Huntorf hat eine Leistung von 321 MW, das ist rund ein Viertel eines Kernkraftwerkes üblicher Größe von 1.300 MW. Diese Leistung kann über zwei Stunden abgegeben werden, dann ist der Druck im Speicher für einen Volllastbetrieb zu niedrig, und die Maschine geht in den Gleitdruckbetrieb über. Die dabei ans Netz abgegebene elektrische Energie ist höher als die aufgenommene wegen der Verbrennung des Gases und beläuft sich auf etwa
{\displaystyle E_{el.,abgegeben}=P\cdot t=321\ \mathrm {MW} \cdot 2\ \mathrm {h} =642\ \mathrm {MWh} }
Diese Summe ist größer als die oben genannte {\displaystyle E_{el.,aufgenommen}} da in ihr zusätzlich ca. {\displaystyle 960\ \mathrm {MWh} } aus dem Erdgas enthalten sind.
Der Netzanschluss erfolgt auf der 220-kV-Höchstspannungsebene in das Netz von Tennet TSO.
Das Kraftwerk läuft vollautomatisch ohne ständige Betriebsmannschaft vor Ort. Es wurde lange Zeit von der Leitwarte des nahegelegenen Kohlekraftwerkes Bremen-Farge ferngesteuert, bis dieses 2009 von E.ON verkauft wurde. Seitdem erfolgt die Fernsteuerung vom Uniper-Kraftwerk Wilhelmshaven aus.